# Liabel
Liabel è un'azienda italiana di abbigliamento, con sede a Biella; fu fondata nel 1851 a Pettinengo da Bernardo Bellia (di cui il cognome è l'anagramma), laureato in farmacia ma discendente da una famiglia di notai locali.

## Storia

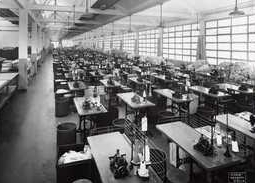
Il reparto confezioni nel 1953

Nel 1851 nasce a Pettinengo il Maglificio Bernardo Bellia e Figlio, fondato da Bernardo Bellia, che vince un appalto per la fornitura all'esercito dei Savoia di maglie di lana e farsetti. A seguito di questo appalto, è in grado di riunire in una unica fabbrica tutti i lavoratori (soprattutto lavoratrici) che fino ad allora operavano per lui producendo a casa propria.  
La guida dell'azienda passa poi al figlio Celestino Bellia, il quale la ingrandisce e sviluppa ulteriormente, fondando in parallelo altri stabilimenti in Piemonte, alcune volte associandosi ad altri produttori (vd. Maglificio Bellia-Galfione a Pianezze (BI)). Il marchio Liabel fu inventato, a favore della produzione per il consumo retail, da suo nipote, l'avvocato Valentino Bellia, alle redini dell'azienda dagli anni '30 al Dopoguerra. La società verso la fine degli anni '40 viene ceduta alla famiglia Pavia.
Il marchio Liabel diventa nel tempo sinonimo e garanzia di qualità. Il lancio del rivoluzionario lana-cotone, ossia quella maglia con cotone all'interno e lana all'esterno, rafforza il primato di Liabel sul mercato della maglieria intima. 
Nel 1990 la Liabel diviene società per azioni; negli anni Novanta l'azienda si specializza nell'intimo, entrando nei segmenti delle parti basse uomo e donna e rilanciando il settore bebè. Nel 1993 viene acquisita interamente dall'americana Sara Lee e nel 1998 lo stabilimento chiude; nel 2001 Liabel viene acquisita da Eminence Homme (capofila nel mercato francese dell'intimo). Vengono lanciati sul mercato altri marchi, come Athena by Liabel; l'offerta merceologica si amplia, acquisendo in licenza marchi assai noti quali Cacharel (fascia di età 0-14) e Fiorucci. Nel 2019 l'azienda viene ceduta all'israeliana Delta Galil.
La grande villa della famiglia fondatrice dell'azienda, che domina il centro abitato di Pettinengo, è stata acquisita dal comune insieme al parco circostante.

## Sponsorizzazioni
L'azienda sponsorizza l'elezione delle Miss Liabel, che concorrono poi al concorso nazionale Miss Italia.

## Archivio
L'archivio Liabel (estremi cronologici: metà sec. XX - 1978), conservato a Biella presso la sede dell'impresa, è costituito di un campionario di tessuti suddiviso in Maglieria donna intimo, Maglieria uomo intimo e Maglieria uomo esterna. Siccome su ogni etichetta figurano informazioni relative alla composizione del tessuto, all’identità dell’impresa o del produttore e alla manutenzione del prodotto, il materiale è stato raggruppato per etichetta, in modo che la suddivisione risultasse omogenea e precisa.